# Émotion

Roue des émotions de Robert Plutchik.

Cet article possède des homonymes et des paronymes, voir Emotion (homonymie).
L'émotion est une expérience psychophysiologique complexe et intense (avec un début brutal et une durée relativement brève) de l'état d'esprit d'un individu animal liée à un objet repérable lorsqu'il réagit aux influences biochimiques (internes) et environnementales (externes). Chez les humains, l'émotion inclut fondamentalement « un comportement physiologique, des comportements expressifs et une conscience ». L'émotion est associée à l'humeur, au tempérament, à la personnalité et à la disposition, ainsi qu'à la motivation.
L'histoire des émotions se base sur les recherches de plusieurs chercheurs en commençant par Charles Darwin qui va rédiger en 1872 l'un des premiers postulats qui va influencer les recherches sur les émotions. Il sera suivi depuis les années 1960 de plusieurs chercheurs comme Paul Ekman, Carroll Izard, Alan Fridlund et Sylvan Tompkins qui vont essayer de démontrer l'universalité de certaines émotions fondamentales pour l'être humain. À la suite de la perspective Darwinienne, il s'est ensuivi la perspective Jamesienne dans les années 1920, la perspective cognitive dans les années 1960 puis la perspective socio-constructiviste qui quant à elle est radicalement opposée à la perspective Darwinienne et Jamesienne,. Au XXe siècle l'histoire des émotions a connu un tournant décisif et n'a fait que croître grâce aux études de Lucien Febvre qui sera l'un de ses précurseurs en France.
Les émotions ont été classées selon deux catégories : simple ou complexe. Une émotion est dite simple lorsqu'elle entraîne un changement facial ou une gestuelle universelle. Selon Paul Ekman (1984) les émotions simples seraient la peur, la joie, la tristesse, la colère, la surprise et le dégoût. Les émotions complexes sont une combinaison d'émotions simples.
En neuroanatomie chaque structure différente de l'encéphale s'occuperait de l'expression et de la conscience émotionnelle. En effet, selon la zone qui va être utilisée, différentes émotions vont être suscitées. On peut citer par exemple l'amygdale qui est la région de la peur. Il y a plusieurs cas qui montrent que les émotions sont en lien avec l'encéphale comme le cas de Phineas Gage.
Plusieurs taxonomies des émotions ont été proposées. Certaines de ces catégorisations incluent :
- émotions « cognitives » par opposition aux émotions « non cognitives » ;
- émotions « instinctives » (de l'amygdale), par opposition aux émotions « cognitives » (du cortex préfrontal) ;
- émotions « simples » (existant dans plusieurs espèces animales : rage, vigilance, extase, adoration, terreur, stupéfaction, chagrin et dégoût) par opposition aux émotions « complexe » (états construits à partir des émotions simples et d'une multiplicité de représentations additionnelles : représentations de situation, de soi, d'objet, d'autrui, de cause).

Les émotions influent sur notre quotidien et possèdent un impact sur notre environnement social ainsi que nous-mêmes. Effectivement, les émotions modifient et régulent notre comportement avec autrui. Elles ont donné lieu à deux conceptions théoriques importantes: les théories « cognitivo-motivationnelles-relationnelles », les théories « expressivo-motrices ».

## Définition générale

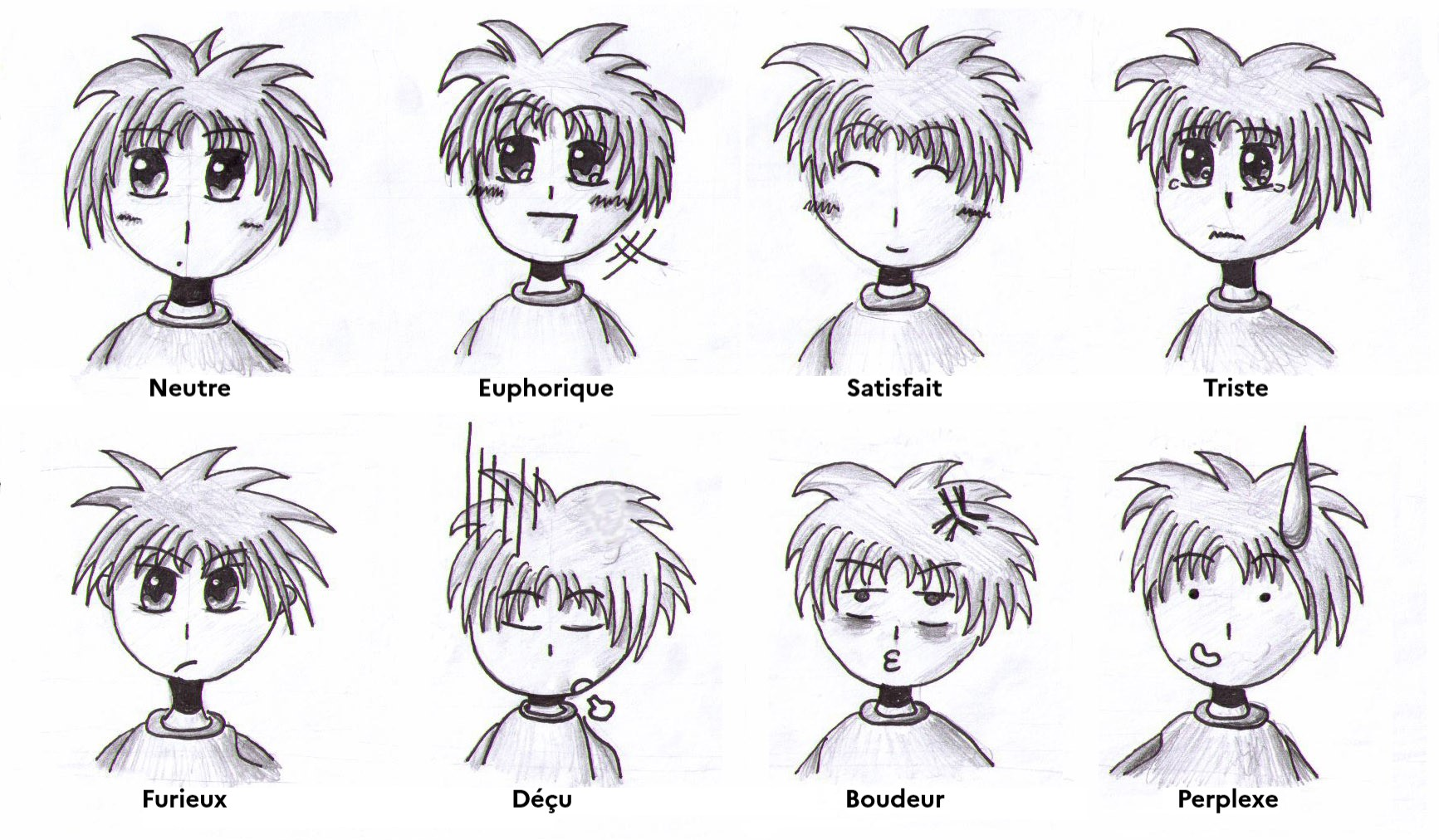
Huit types d'émotions tirées d'un manga, incluant (de gauche à droite) : neutralité, euphorie, satisfaction, tristesse, colère, déception, bouder et perplexité. Les œuvres picturales comme les mangas participent à homogénéiser l'interprétation des expressions faciales, bien qu'elles relèvent de la convention culturelle.

Le mot « émotion » provient du mot français « émouvoir ». Il est basé sur le latin emovere, le préfixe e- (variante de ex-) signifiant « hors de » et movere « mouvement ».
Le dictionnaire Larousse définit une émotion comme « un trouble subit, une agitation passagère causée par un sentiment vif de peur, de surprise, de joie, etc. »
Il existe un lien étroit entre émotions et sentiments. Les premières sont des réactions intenses et spontanées à des stimuli externes ou internes, tandis que les seconds correspondent à des expériences émotionnelles plus durables et complexes qui peuvent être influencées par nos pensées, nos croyances et notre expérience personnelle.
De la même manière, émotions et sensations entretiennent des rapports étroits : les émotions peuvent engendrer des sensations physiques dans le corps (battements de cœur accélérés, respiration rapide, tensions musculaires,...), inversement, les sensations peuvent influencer nos émotions (des stimuli agréables peuvent déclencher des émotions positives telles que la joie ou le contentement).
Une émotion est une réaction psychologique et physique à une situation. Elle a d'abord une manifestation interne et génère une réaction extérieure. Elle est provoquée par la confrontation à une situation et à l'interprétation de la réalité. En cela, une émotion est différente d'une sensation, laquelle est la conséquence physique directe (relation à la température, à la texture...). La sensation est directement associée à la perception sensorielle. La sensation est par conséquent physique. Quant à la différence entre émotion et sentiment, celle-ci réside dans le fait que le sentiment possède une durée plus longue qu'une émotion qui quant à elle est un changement d'état d'âme et, selon le site Maxicours, "l'émotion arriverait avant le sentiment".
L'émotion peut se définir comme une séquence de changements intervenant dans cinq systèmes organiques (cognitif, psychophysiologique, moteur, dénotationnel, moniteur), de manière interdépendante et synchronisée en réponse à l'évaluation de la pertinence d'un stimulus externe ou interne par rapport à un intérêt central pour l'organisme. L'émotion fait agir plusieurs parties de l'encéphale selon quelle émotion est suscitée, si une partie de l'encéphale suscitant une émotion est touchée lors d'un accident il est possible de voir des changements de la personnalité liée à cet accident.
Afin d'apporter un aspect anthropologique à la question de l'émotion, on pourrait se pencher du côté des émotions dans les cultures traditionnelles à travers des rituels, des expressions linguistiques ou encore de pratiques artistiques. Nous pouvons prendre l'exemple des aborigènes australiens issus d'une étude faite par Marcel Mauss en 1921 dans L'expression obligatoire des sentiments où il souligne que les pleurs et les cris de ces derniers ne traduisent pas uniquement des émotions individuelles, mais représentent également une obligation sociale. Ainsi, les émotions, bien qu'innées, sont canalisées par des normes sociales qui définissent comment et dans quelle mesure elles doivent être exprimées.
Il existe une certaine universalité dans les réactions émotionnelles exprimées sur le visage. De nombreuses études ont démontré que certaines expressions faciales liées à des émotions de base (joie, tristesse, colère, peur, dégoût et surprise) sont reconnues et interprétées de manière similaire dans différentes cultures à travers le monde. Par exemple, un sourire est généralement associé à la joie et une expression de froncement de sourcils est souvent perçue comme une expression de colère ou de désapprobation.
En philosophie, l'émotion est une manifestation de la vie affective. L'un des premiers traités sur les émotions est dû au philosophe René Descartes. Dans son traité Les Passions de l'âme, Descartes identifie six émotions simples : « l'admiration, l'amour, la haine, le désir, la joie et la tristesse » et toutes les autres en sont composées de quelques-unes de ces six ou bien en sont des espèces. Cependant, René Descartes appelle les émotions “les passions” qui sont bien différentes des émotions, en effet, les passions se rapprocheraient plus des sentiments que des émotions alors qu'une émotion est brève le sentiment ou la passion ne l'est pas. Il y aurait deux types d'émotions : l'émotion choc qui est plus diffuse et l'émotion-sentiment qui quant à elle dure plus longtemps. Descartes finit par dire que ce qu'il appelait “passion” n'était finalement que les “émotions” (L'étude des émotions a été réalisée par Charles Darwin, à partir de 1838). Le terme passion possède deux sens, un sens ou une passion est une émotion ainsi qu'un sens ou une passion est un sentiment. Avant que Sartre ne fasse de l'émotion une conduite de l'homme, l'émotion était considérée comme une réaction pure ce qu'elle n'est pas. Selon la philosophie de Sartre : l'existentialisme, nous sommes responsables de nos émotions tout comme nous sommes responsables de nos actes. Selon Sartre “ Une émotion est une transformation du monde” et selon Kant “ L'émotion est le sentiment d'un plaisir ou d'un déplaisir actuel qui ne laisse pas le sujet parvenir à la réflexion. Dans l'émotion, l'esprit surpris par l'impression perd l'empire sur lui-même”. Selon la philosophie les sentiments désignent une disposition émotionnelle durable, un attachement qui nous causerait des émotions. Certains auteurs ont considéré que les éléments constitutifs des émotions seraient des jugements évaluatifs (Sartre, 1938-1995 ou Solomon, 1976), à des mélanges de désir ou de croyances (Searle, 1985) ou à des perceptions de valeur (De Sousa, 1987).

## Difficulté de définition

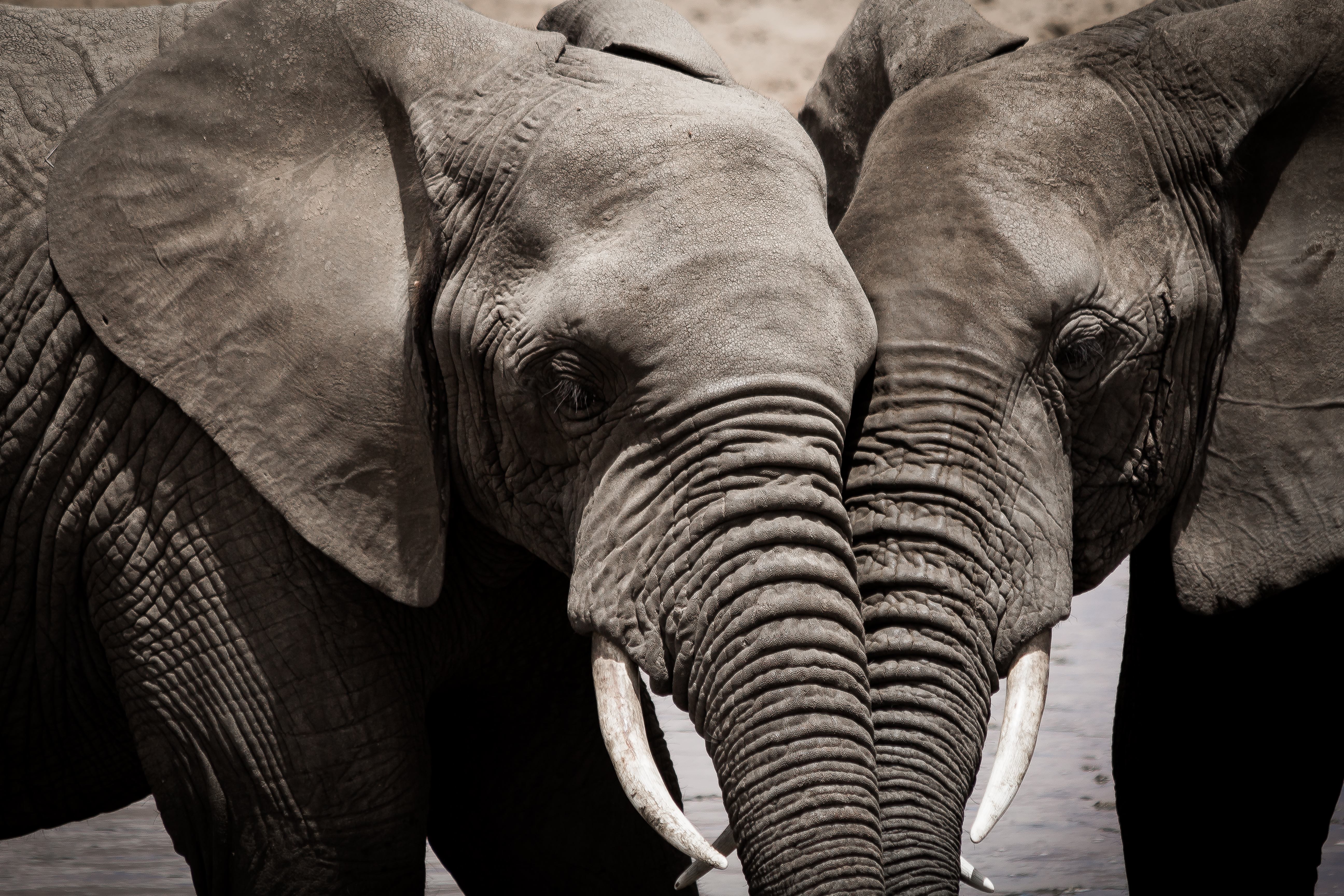
De l'affection, peut-être ?... Dans le parc national de Tarangire en Tanzanie.

La définition de toute entité psychologique représente habituellement des difficultés de taille, et le concept d'émotion est loin de faire exception à la règle. Un problème particulier dans la quête de la définition de l'émotion vient du fait que, souvent, les énoncés ne se rapportent qu'à un aspect de l'émotion. En effet, le concept d'émotion est utilisé de manière différente selon qu'il est envisagé en référence à l'aspect stimulus, à l'expérience subjective, à une phase d'un processus, à une variable intermédiaire ou à une réponse. Les rapports interpersonnels et l'implication émotionnelle changeront en fonction de la proximité avec la personne qui est la cause de nos émotions. En effet, une émotion n'est pas la même d'une personne à l'autre, car l'intensité des émotions est ressentie différemment en fonction de l'implication émotionnelle et de notre relation avec la personne concernée ou l'objet concerné. C'est toute la complexité d'une émotion: elle est subjective.
Une autre barrière existe à la définition de l'émotion: la barrière culturelle. Effectivement, la différence culturelle montre une différence dans le fait de montrer ses émotions selon la culture, la religion, le système éducatif, l'histoire. Le body language ou la communication non verbale peut refléter les émotions mais selon la culture il sera différent. Cette différence cause des malentendus et des incompréhensions.
Il y a une autre difficulté de définition sur le plan scientifique qui est l'avancement des recherches dans ce domaine ainsi que son apprentissage dans le domaine scolaire. Malgré un grand avancement, il reste encore des recherches nécessaires dans ce domaine même si on pense tout connaître et avoir tout vu. Les connaissances dans ce domaine ne sont que récentes et partielles ce qui empêche de pouvoir donner une définition parfaitement exacte. Les chercheurs connaissent leurs effets sur le corps et leurs localisation, mais il reste de la recherche à effectuer. Les émotions se constatent surtout grâce à leur conséquence physiologique. Comme on a pu le constater, définir ce qu'est une émotion est compliqué et se heurte à plusieurs problèmes.
Certains auteurs ont fait remarquer qu'il peut être intéressant de ne pas avoir de définition trop stricte de « l'émotion », compte tenu du stade de développement dans ce domaine. Une définition précise aurait pour conséquence d'élever des frontières entre les phénomènes. On prendrait ainsi le risque d'exclure de l'analyse des aspects qui pourraient ultérieurement se révéler essentiels à la compréhension de l'ensemble du processus.

## Émotions, perspective évolutionniste
Les théories évolutionnistes (Cosmides & Tooby, 1987, Izard, 1977 ; Nesse, 1990 ; Öhman 1986) s'inscrivent dans la continuité des travaux de Darwin sur les émotions que l'on retrouve dans son ouvrage de 1872 intitulé « L'expression des émotions chez l'homme et les animaux ». Selon Darwin (1872), les émotions sont biologiquement et phylogénétiquement déterminées. Elles résultent des adaptations successives de l'organisme à son environnement. Ainsi, quelles que soient les espèces animales, incluant l'homme, quand celles-ci sont soumises aux mêmes situations, elles mettent en place les mêmes patrons expressifs. Darwin défend ici l'idée de l'universalité de l'expression des émotions, selon laquelle une même émotion comme la colère serait exprimée de la même manière quelles que soient la culture et les espèces.
Les expressions des émotions, au même titre que les actes réflexes ou les instincts, font partie des comportements innés et involontaires qui cependant ont d'abord été acquis. La transformation des comportements acquis en comportements innés est alors suspendue à la notion clé d'habitude, indissociable de celle d'hérédité.
Il est à noter que pour Tooby et Cosmides (1987), les émotions vont alors se développer en réponse à différents ensembles de situations récurrentes. Les expressions émotionnelles, tels que les mouvements faciaux, ne sont produites que pour certaines émotions. Il s'agit des émotions dont l'expression spontanée et automatique aurait eu un intérêt évolutif dans la survie de l'espèce.
Ekman dira même que : « l'expression faciale est le pivot de la communication entre hommes » (Rimé et Scherer, 1989). En effet, savoir lire sur le visage facilite nos relations sociales ; de même, une interprétation erronée d'une mimique faciale peut nous faire adopter un comportement mal adapté à la situation. Par exemple, chez les singes, lorsqu'un mâle dominant chasse un autre mâle et que ce dernier fait une grimace (expression de peur), le mâle dominant arrêtera de le chasser. À l'inverse, si le mâle dominant fait la même grimace, il s'attend à ce que le mâle subordonné vienne l'embrasser. En ce sens, l'expression faciale permet d'informer l'individu de nos intentions mais également du comportement que l'on attend de lui.

## Théories somatiques

### Théorie James-Lange
Dans son article de 1884, William James soutient que les sentiments et les émotions seraient secondaires aux phénomènes physiologiques. Ainsi, au fur et à mesure que nous vivons différentes expériences, notre système nerveux développe des réactions physiques associées à celles-ci. La réaction émotionnelle dépendrait donc de la façon dont sont interprétées ces réactions physiques. Les exemples de ces réactions physiques incluent une augmentation de la fréquence cardiaque, des tremblements, des maux d'estomac, etc. Ces dernières génèrent à leur tour d'autres réactions émotionnelles telles que la colère, la peur et la tristesse. « Un stimuli induisant une émotion (serpent) provoque un pattern de réponses physiologiques (augmentation du rythme cardiaque, respiration accélérée...). Ce pattern est interprété comme une émotion particulière (peur). Cette théorie est appuyée par des expériences durant lesquelles manipuler un état physiologique induit l'état émotionnel souhaité. » (Laird, 2007)
Une étude finlandaise publiée le 31 décembre 2013 dans la revue Proceedings of the National Academy of Sciences, dresse la première carte corporelle des émotions. Pour produire cette carte, des chercheurs ont mené une étude avec 773 volontaires finlandais, taïwanais et suédois,. Les volontaires ont participé à cinq expériences pour tester leurs réactions sensorielles à certaines émotions: à partir d'un stimulus, les parties du corps dans lesquelles leurs sensations étaient les plus fortes ont été recensées et cartographiées. Lors de la première expérience, les participants ont écouté des mots dans leur langue maternelle. Lors de la deuxième et troisième expérience, ils ont visionné des images et des films. Au cours des deux dernières expériences, les participants ont dû reconnaître différentes émotions à partir de visages et de cartes corporelles de température. La moyenne des résultats a été établie pour ainsi dresser la première carte corporelle des émotions.

### Théorie Cannon-Bard
Dans la théorie de Cannon-Bard, l'activation physiologique va déterminer l'émotion qui apparaît avant qu'il y ait une évaluation cognitive. Bard a découvert que les informations sensorielles, motrices et physiologiques devaient toutes passer par le diencéphale (en particulier le thalamus), avant d'être soumises à un traitement ultérieur. Il a fait valoir que les réponses physiologiques étaient trop lentes et souvent imperceptibles et que cela ne pouvait pas expliquer la conscience subjective relativement rapide et intense de l'émotion. Cannon a également fait valoir qu'il n'était pas anatomiquement possible que des événements sensoriels déclenchent une réponse physiologique avant de déclencher une prise de conscience et que les stimuli émotionnels devaient déclencher simultanément les aspects physiologiques et expérientiels de l'émotion.

### Théorie à deux facteurs
Stanley Schachter a formulé sa théorie sur les travaux antérieurs d'un médecin espagnol, Gregorio Marañón, qui a injecté de l'épinéphrine à des patients et leur a ensuite demandé comment ils se sentaient. Marañón a découvert que la plupart de ces patients ressentaient quelque chose, mais en l'absence d'un véritable stimulus évoquant une émotion, les patients étaient incapables d'interpréter leur excitation physiologique comme une émotion ressentie. Schachter a convenu que les réactions physiologiques jouaient un grand rôle dans les émotions. Il a suggéré que les réactions physiologiques contribuaient à l'expérience émotionnelle en facilitant une évaluation cognitive ciblée d'un événement physiologiquement excitant donné et que cette évaluation était ce qui définissait l'expérience émotionnelle subjective. Les émotions étaient donc le résultat d'un processus en deux étapes : l'excitation physiologique générale et l'expérience de l'émotion. Par exemple, l'excitation physiologique, le cœur battant, en réponse à un stimulus évocateur, la vue d'un ours dans la cuisine. Le cerveau scanne alors rapidement la zone, pour expliquer le martèlement, et remarque l'ours. Par conséquent, le cerveau interprète le cœur battant comme étant le résultat de la peur de l'ours. Avec son élève, Jerome Singer, Schachter a démontré que les sujets peuvent avoir des réactions émotionnelles différentes bien qu'ils soient placés dans le même état physiologique avec une injection d'épinéphrine. On a observé que les sujets exprimaient de la colère ou de l'amusement selon qu'une autre personne dans la situation (un compère) manifestait cette émotion. Par conséquent, la combinaison de l'évaluation de la situation (cognitive) et de la réception d'adrénaline ou d'un placebo par les participants a déterminé ensemble la réponse. Cette expérience a été critiquée dans Gut Reactions de Jesse Prinz (2004).

## Théories psychologiques

### Théories dites des«émotions de base»
Pendant plus de 40 ans, Paul Ekman a soutenu l'idée que les émotions sont discrètes, mesurables et physiologiquement distinctes. Le travail le plus influent d'Ekman tournait autour de la découverte que certaines émotions semblaient être universellement reconnues, même dans les cultures qui étaient pré-alphabétisées et n'avaient pas pu apprendre les associations d'expressions faciales à travers les médias. Une autre étude classique a révélé que lorsque les participants tordaient leurs muscles faciaux en expressions faciales distinctes (par exemple, le dégoût), ils rapportaient des expériences subjectives et physiologiques qui correspondaient aux expressions faciales distinctes. La recherche d'Ekman sur l'expression faciale a examiné six émotions de base : la colère, le dégoût, la peur, le bonheur, la tristesse et la surprise.
Plus tard dans sa carrière, Ekman a théorisé que d'autres émotions universelles peuvent exister au-delà de ces six. À la lumière de cela, de récentes études interculturelles menées par Daniel Cordaro et Dacher Keltner, tous deux anciens étudiants d'Ekman, ont allongé la liste des émotions universelles. En plus des six études originales, ces études ont fourni des preuves d'amusement, de crainte, de contentement, de désir, d'embarras, de douleur, de soulagement et de sympathie dans les expressions faciales et vocales. Ils ont également trouvé des preuves d'expressions faciales d'ennui, de confusion, d'intérêt, de fierté et de honte, ainsi que d'expressions vocales de mépris, de soulagement et de triomphe,.
Les émotions primaires pourraient se mélanger pour former le spectre complet de l'expérience émotionnelle humaine. Par exemple, la colère interpersonnelle et le dégoût peuvent se mélanger pour former du mépris. Des relations existent entre les émotions de base, entraînant des influences positives ou négatives. Robert Plutchik était d'accord avec la perspective biologique d'Ekman mais a développé la « roue des émotions » (1980).
En utilisant des méthodes statistiques pour analyser les états émotionnels suscités par de courtes vidéos, Cowen et Keltner ont identifié 27 variétés d'expérience émotionnelle : admiration, adoration, appréciation esthétique, amusement, colère, anxiété, crainte, maladresse, ennui, calme, confusion, envie, dégoût, empathie douleur, enchantement, excitation, peur, horreur, intérêt, joie, nostalgie, soulagement, romance, tristesse, satisfaction, désir sexuel et surprise.

### Théories de l'évaluation cognitive
Nos réactions émotionnelles semblent déclenchées par les valeurs que nous attribuons à des situations spécifiques. Dans les années 1960, des premiers chercheurs ont introduit la notion d'évaluation cognitive (apparaisal). Ce concept permettrait de comprendre pourquoi un même événement peut déclencher des émotions différentes selon la personne (Magda B. Arnold, 1960).
Selon cette théorie, l'émotion résulterait de l' évaluations cognitive faite par l'individu à propos de l'événement, qu'il soit externe ou interne ; ou de la situation qui a suscité l'émotion. Cette évaluation implique une tendance à l'action éprouvée comme des émotions[pas clair].
L'émotion que nous ressentons face à l'évènement serait déterminée par notre évaluation cognitive de sa pertinence pour notre bien-être, et de notre capacité à maîtriser les conséquences de l'évènement.
Ces théories se distinguent des théories des émotions de base, en ce qu'elles supposent des mécanismes de genèse communs à toutes les émotions. 
Cette approche suppose que, pour comprendre les émotions, il faut mettre l'accent sur le fait que c'est la signification personnelle que nous donnons à des stimuli ambigus dans notre environnement qui détermine l'émotion que nous ressentons, et ce à travers une évaluation cognitive. Du point de vue neurophysiologique, une évaluation cognitive est définie comme un processus cognitif, rapide, automatique, inconscient, dont la fonction est d'évaluer les stimuli perçus sur la base de critères particuliers (Magda Arnold, 1960).
Des théories ont postulé que l'activité cognitive (sous forme de jugements, d'évaluations ou de pensées) est entièrement nécessaire pour que l'émotion se produise. L'un des principaux partisans de ce point de vue était Richard Lazarus, selon qui les émotions devaient avoir une sorte d'intention cognitive. L'émotion serait un trouble qui se produirait dans l'ordre suivant :
- Évaluation cognitive : l'individu évalue l'événement de manière cognitive, ce qui déclenche l'émotion ;
- Changements physiologiques : la réaction cognitive déclenche des changements biologiques tels qu'une augmentation du rythme cardiaque ou une réponse surrénalienne hypophysaire ;
- Action : l'individu ressent l'émotion et choisit comment réagir.

Par exemple : Tom voit une araignée.
1. Tom évalue cognitivement l'araignée, en sa présence, et interprète l'évènement comme potentiellement dangereux ;
2. Son cerveau active les glandes surrénales qui injectent de l'adrénaline dans sa circulation sanguine, entraînant une accélération du rythme cardiaque.
3. Tom a peur et recule.

Lazarus souligne que la qualité et l'intensité des émotions sont contrôlées par des processus cognitifs. Ces processus mettent l'accent sur les stratégies d'adaptation qui façonnent les réponses émotionnelles en modifiant la relation entre la personne et l'environnement.
Le modèle des composantes proposé par Klaus Scherer (1984, 1988, 2001) fournit une définition précise de la nature de l'émotion : il la définit comme une séquence de changements d'état, intervenant dans cinq systèmes organiques, de manière interdépendante et synchronisée, en réponse à l'évaluation d'un stimulus (externe ou interne), par rapport à un intérêt central pour l'individu. Ces cinq systèmes organiques sont : cognitif (activité du système nerveux central), psychophysiologique (réponses périphériques), motivationnel (tendance à répondre à l'événement), moteur (mouvement, expression faciale, vocalisation), sentiment subjectif qui reflète l'expérience émotionnelle vécue.
La plupart des théories de l'émotion soutiennent l'idée que la nature spécifique de l'expérience émotionnelle dépend du résultat d'une évaluation d'un événement en matière de significativité pour la survie et le bien-être de l'individu. Dans la théorie de Scherer, la série de critères permettant d'évaluer l'évènement est appelée « stimulus evaluation checks » (SEC's) qui est à l'origine de la genèse de l'émotion. À la suite du résultat de cette évaluation, il est possible de prédire le type et l'intensité de l'émotion provoquée par l'événement. Les SEC's sont organisés autour de quatre objectifs principaux (SEC majeurs) qui se subdivisent eux-mêmes selon des objectifs secondaires. Les SEC's majeurs correspondent aux informations les plus importantes dont a besoin l'organisme pour avoir une réaction appropriée. Elles répondent aux questions suivantes :
- Pertinence : Pertinence de l'événement pour l'individu et approbation intrinsèque de l'événement (valeur, attractivité, approbation de l'événement comme qualité intrinsèque ou permanente) ainsi qu'une évaluation de la pertinence ou de l'importance de l'événement pour les buts ou besoins dominants de l'individu. Cette évaluation se fait souvent de façon inconsciente et automatique et détermine le niveau d'attention consacré à l'événement en question.
- Implication : Conséquences potentielles d'un événement pour l'individu. Elle comprend l'attribution de la causalité ou de la responsabilité de l'événement, la comparaison entre attentes et résultats de l'événement et, surtout, l'évaluation de la mesure selon laquelle l'événement représente une opportunité ou une menace pour les besoins, intérêts et buts de l'individu.
- Potentiel de maîtrise : (coping). Détermination de la capacité de l'individu à influencer ou contrôler l'événement ou ses conséquences et de la facilité avec laquelle il peut s'ajuster, vivre avec les conséquences de l'événement.
- Signifiance normative : Évaluer la mesure dans laquelle un événement fait défaut, ou au contraire surpasse, aux normes internes d'un individu, tels que l'idéal de soi personnel ou les normes externes perçues, les exigences d'un groupe de référence pertinent.

L'évaluation de ces critères se fait toujours de manière subjective. Elle dépend donc des perceptions et des inférences que peut faire un individu d'une situation. De plus, comme déjà suggéré par Lazarus et Folkman (1984), l'évaluation n'a pas lieu qu'une seule fois, elle se répète dans un processus nommé réévaluation (« reappraisal ») qui permet de se réadapter progressivement à l'événement.
Contrairement aux théories des émotions discrètes, le modèle des composants ne se limite pas à un nombre restreint d'émotions (colère, joie, peur, tristesse, dégoût...). Au contraire, le processus émotionnel est considéré comme un schéma de fluctuations constantes de changements dans différents sous systèmes de l'organisme permettant de faire ressortir un très large spectre d'états émotionnels. Cependant, la théorie ne rejette pas le fait qu'il existe des patterns d'adaptation plus fréquents chez les organismes qui reflètent des résultats récurrents d'évaluation de l'environnement.
Par exemple, des réactions comme le combat ou la fuite sont universelles et il n'est pas étonnant de constater que les émotions qui leur sont associées, la colère et la peur, se retrouvent chez presque toutes les espèces. Selon le modèle, il paraît très vraisemblable que d'une même combinaison de résultats aux critères d'évaluation l'on puisse aboutir à des modèles réguliers de changements d'états spécifiques. C'est pour cette raison que Scherer parle d'émotions modales pour décrire ces résultats prédominants aux SEC's qui sont dus à des conditions de vie générales, des contraintes de l'organisation sociale et des similarités dans l'équipement génétique et que l'on retrouve donc dans presque toutes les langages sous la forme d'expressions verbales courtes, voire d'un simple mot. Cependant, l'avantage que possède la théorie des SEC's est de pouvoir fournir un grand nombre de différents états émotionnels d'intensités différentes, ce qui semble mieux correspondre aux ressentis des individus.
Une version plus élaborée de cette théorie, la théorie de l'émotion construite, semble de plus en plus recueillir l'appui de preuves empirique.
D'autres études empiriques ont porté sur la manière dont les évaluations causent des modifications dans les muscles ou dans le système nerveux périphérique. Les bases cérébrales de ces évaluations vont être examinées, avec par exemple l'hypothèse que l'amygdale est une région clé dans l'évaluation de la pertinence d'une situation en rapport aux buts, besoins et à la valeurs d'un individu.
Les méthodes d'imagerie cérébrale sont de plus en plus utilisées pour mesurer l'émotion, un défi pour la recherche consistant à étudier les bases cérébrales des différentes composantes de l'émotion, notamment la composante d'évaluation cognitive.

### Théorie du système interruptif
Chercheur américain, Herbert Simon, s'est illustré dans les secteurs de l'économie, la sociologie des organisations, la psychologie…Le concept de bounded rationality (rationalité limitée) lui vaut le prix Nobel d'économie en 1978. Spécialiste de la psychologie cognitive, il développe une théorie en 1967 du système interruptif de la décision linéaire. Il définit trois groupes de besoins en temps réel d'un individu :
1. Besoins surgissant face à des évènements incertains (stimuli de bruits ou visuels soudains) qui pourraient signaler un danger ;
2. Besoins physiologiques qui sont des stimuli internes par exemple la faim, la soif, l'épuisement ;
3. Associations cognitives qui sont des stimuli forts provenant d'associations mnésiques, par exemple, le souvenir d'une peur.

Il a dit « Quand les hommes utilisent de l'information, ils consomment de l'attention. La fonction d'émotion est de contrôler l'attention ».

## Neurobiologie
Les émotions sont des pensées qui sont liées à certaines activités dans des zones du cerveau impliquées dans l'attention, qui sont susceptibles de motiver notre comportement, et déterminer la signification de ce qu'il se passe autour de nous. Les travaux des pionniers Paul Broca (1878), James Papez (1937), et Paul D. MacLean (1952) suggèrent que les émotions seraient associées à un groupe de structures au centre du cerveau appelé système limbique, qui se compose de l'hypothalamus, le cortex cingulaire, l'hippocampe, et d'autres structures. Des recherches plus récentes ont montré que certaines de ces structures ne sont pas autant dédiées aux émotions, alors que quelques structures non-limbiques seraient, elles, plus impliquées dans les émotions.
Par exemple, la culpabilité et la honte (deux émotions cousines) partagent certains réseaux neuronaux situés dans le lobe frontal et temporal du cerveau mais leurs structures sont nettement différentes. La culpabilité émerge lorsque notre comportement est en conflit avec notre conscience. La honte est ressentie lorsque nous pensons avoir terni notre réputation. Lors d'une étude par IRMf, des scientifiques de la Ludwig Maximilian University à Munich ont constaté que la honte déclenche une forte activité dans la partie droite du cerveau mais pas dans l'amygdale. Au contraire, dans un état de culpabilité, une hausse d'activité au niveau de l'amygdale et des lobes frontaux est observée mais provoque très peu d'activité neuronale dans chacun des hémisphères cérébraux. Les chercheurs en ont conclu que la honte, accompagnée de ses facteurs socioculturels, est une émotion plus complexe ; alors que la culpabilité est seulement liée aux normes sociales apprises par l'individu.
D'autres émotions comme la peur et l'anxiété ont longtemps été caractérisées comme étant exclusivement formées par les zones cérébrales les plus primitives (le tronc) et associées à la réponse combat-fuite. Elles ont aussi été considérées comme des expressions adaptées au comportement de défense quand une menace est rencontrée. Bien que des comportements défensifs aient été observés chez une grande variété d'espèces, Blanchard et al. (2001) ont découvert une équivalence de l'expression des comportements défensifs et leur fonctionnement chez les humains et les mammifères.
Dès qu'un stimuli potentiellement dangereux se présente une nouvelle fois, certaines structures cérébrales réitèrent la même réaction (hippocampe, thalamus, etc.). Par conséquent, l'amygdale joue un rôle important en ce qui concerne la génération de la prochaine réaction comportementale. Notamment au niveau des neurotransmetteurs qui répondent au stimuli dangereux. Ces fonctions biologiques de l'amygdale ne sont pas limitées au « conditionnement de la peur » ou au « traitement de stimuli aversifs », mais sont aussi observées dans d'autres processus. Ainsi, cela peut définir l'amygdale comme une structure clé pour comprendre les réponses potentielles du comportement en situation de danger chez les humains et plus généralement les mammifères.

### Manipulation du jugement
On observe que le cortex orbitofrontal gauche serait activé par les stimuli provocants un plaisir. Si les stimuli positifs peuvent activer une région du cerveau, alors l'inverse est logiquement vrai, à savoir que l'activation de cette région permet de répondre à un stimulus de manière positive. Ce phénomène a été démontré avec des stimuli visuels peu attrayants perçus de manière positive à la suite d'une manipulation du regard puis reproduit et étendu à des stimuli négatifs (phobies).

### Latéralisation émotionnelle
L'hypothèse de valence émotionnelle est parmi l'une des plus populaires en science des émotions. Elle propose une asymétrie frontale, avec le cortex préfrontal (CPF) gauche régissant les affects positifs, et le CPF droit régissant les affects négatifs. Néanmoins, dès les premières années de la théorie, des anomalies apparaissent ponctuellement dans les résultats expérimentaux, suggérant que le CPF gauche générait l'émotion négative de la colère. Pour tenter de réconcilier le concept de valence émotionnelle avec ces résultats, Davidson (2004) suggère que certains types de colère pouvaient être produits du côté des émotions positives, comme la joie, au sein du CPF gauche. Cependant cette approche contrarie l'idée que l'asymétrie frontale des émotions se serait développée afin d'empêcher les conflits entre les actions tendancielles, car la joie fonctionne de manière antagoniste à la colère ou l'anxiété.
La deuxième hypothèse majeure est celle de l'hémisphère droit. Elle suppose que l'hémisphère droit est supérieur au gauche dans la perception de toutes les émotions, indépendamment de la valence (positive ou négative). Des preuves scientifiques favorables à cette théorie ont été trouvées grâce à plusieurs méthodologies différentes. Beaucoup d'études basées sur des lésions cérébrales ont montré qu'un hémisphère droit endommagé conduisait à de gros déficits dans la perception des émotions, alors que si les dégâts sont situés dans l'hémisphère gauche, les altérations émotionnelles étaient relativement mineures. Cependant, les études comportementales sur des sujets neurologiquement sains ont fourni des résultats inconstants. Une étude de 2004 suggère même que cette théorie ne pouvait pas être applicable à toutes les études comportementales. En effet, contrairement aux prédictions de l'hypothèse de l'hémisphère droit, il n'y a pas d'asymétries hémisphériques lors de la perception d'une information à caractère émotionnel positif.
D'autres hypothèses plus récentes tentent de latéraliser les émotions, comme celle de l'Émotion-type. Cette théorie propose, quant à elle, que les émotions primaires et leurs comportements relatifs sont modulés par l'hémisphère droit et que les émotions sociales ainsi que les comportements associés à ces dernières sont modulés par l'hémisphère gauche.

### Émotion homéostatique / primordiale
Une autre approche neurologique proposée par Bud Craig en 2003 distingue deux catégories d'émotion : les émotions « classiques » telles que l'amour, la colère et la peur, qui sont provoquées par des stimuli environnementaux, et les émotions « homéostatiques » – des ressentis requérant une attention particulière, provoqués par des états corporels tels que la douleur, la faim et la fatigue, qui motivent un comportement (retrait, alimentation et repos dans ces exemples) et visent à maintenir l'organisme à son état idéal.
Derek Denton appelle ces dernières « émotions primordiales » et les définit comme « l'élément subjectif des instincts, qui sont les patterns de comportement programmés génétiquement qui assurent l'homéostasie. Elles comprennent la soif, l'envie de respirer, la faim, la douleur, l'envie de minéraux spécifiques, etc. Une émotion primordiale est constituée de deux éléments : la sensation spécifique qui, lorsqu'elle est intense, peut être impérieuse ; et l'intention irrésistible de satisfaction à la suite d'un acte de consommation. »

### Explications émergentes
Joseph LeDoux différencie le système de défense humain, qui a évolué au fil du temps, et les émotions telles que la peur et l'anxiété. Il déclare que l'amygdale peut libérer des hormones à la suite d'un déclencheur (comme la réaction innée à la vue d'un serpent), mais « nous le précisons ensuite par des processus cognitifs et conscients. »
Lisa Feldman Barrett souligne les différences d'émotions entre les différentes cultures, et affirme que les émotions (comme l'anxiété) sont socialement construites (voir la théorie de l'émotion construite). Elle déclare qu'elles « ne sont pas déclenchées, vous les créez. Elles émergent comme une combinaison entre les propriétés physiques du corps, d'un cerveau flexible capable de se restructurer en fonction de l'environnement dans lequel il se développe, et de votre culture et éducation qui façonnent cet environnement. »

## Compléments d'informations

#### En français
- Francis Eustache, Mémoire et émotions, Le Pommier, 2016
- Catherine Belzung, Biologie des émotions, De Boeck Supérieur, 2007, 479 p.  (ISBN 2804153754)
- Antonio Damasio, L'Erreur de Descartes : la raison des émotions, Paris, Odile Jacob, 1995, 368 p.  (ISBN 2738103030)
- Damien Boquet, Piroska Nagy, Beauchesne, Le sujet des émotions au Moyen Âge, 2009
- Fabrice Fernandez, Samuel Lézé et Hélène Marche, Le langage social des émotions. Études sur les rapports au corps et à la santé, Anthropos-Economica, Coll. Sociologiques, Paris, 2008.
- Fabrice Fernandez, Samuel Lézé et Hélène Marche (dir.), Les émotions. Une approche de la vie sociale, Paris, Les Éditions des Archives Contemporaines, 2014[54].
- François Lelord et Christophe André, La Force des émotions, Odile Jacob, 2001
- Robert Dantzer, Les Émotions, PUF, Coll. Que sais-je?, Paris, 2002 (3e éd.), [1988]
- Charmillot, Dayer, Farrugia, Schurmans (dir.), Émotions et sentiments : une construction sociale, L'Harmattan, série Sociologie de la connaissance, 2008
- Christophe André, Les états d'âme, un apprentissage de la sérénité, 2011, chez Odile Jacob
- Martinet, M. (1972), Théorie des émotions - introduction, à l'œuvre d'Henri Wallon (159 p.). Aubier/édition Montaigne.
- Lev Vygotski (2017), Conscience, inconscient, émotions. La Dispute. (première édition française 2013)
- Lev Vygotski (2000), Théorie des émotions: étude historico-psychologique, L'Harmattan.
- Charles Darwin, L'Expression des émotions chez l'Homme et les animaux, traduction et édition savante par Patrick Tort. Précédé de P. Tort, « L'origine de la sympathie ». Paris, Champion Classiques, 2021.
- Lajante, M. & Droulers, O. (2013). Importation de la théorie de l'évaluation cognitive et dynamique des processus émotionnels : illustration par la mesure de l'activité du système nerveux autonome. Management & Avenir, 62, 171-187. https://doi.org/10.3917/mav.062.0171
- Nugier, A. (2009). Histoire et grands courants de recherche sur les émotions. Revue électronique de Psychologie Sociale, 4, 8-14.
- Christophe, V. 1998. 2. Les processus cognitifs dans l'élaboration de l'émotion. In Les Émotions : Tour d'horizon des principales théories. Villeneuve d'Ascq : Presses universitaires du Septentrion. doi :10.4000/books.septentrion.5100
- Mermillod, M., Silvert, L., Devaux, D., Vermeulen, N., & Niedenthal, P. 2012. Chapitre 9. Les émotions. In Denis, M. (Ed.), La psychologie cognitive. Éditions de la Maison des sciences de l'homme. doi :10.4000/books.editions msh.14826
- Nicolae Sfetcu, « Modèles d'émotion » (prépublication), 16 février 2020, 15 p. DOI 10.13140/RG.2.2.21498.93127 [lire en ligne] [PDF]. Une traduction partielle de : (ro) Nicolae Sfetcu, « Emoțiile și inteligența emoțională în organizații » (prépublication), 31 décembre 2019, 108 p. DOI 10.13140/RG.2.2.32991.20640 [lire en ligne] [PDF].

#### En anglais
- (en) Freitas-Magalhaes, The Psychology of emotions: The allure of human face, Oporto: University Fernando Pessoa Press.
- (en) Paul Ekman, Emotions Revealed: Recognizing Faces and Feelings to Improve Communication and Emotional Life, Times Books, 2003
- Shiota, Michelle N. (2016). "Ekman's theory of basic emotions". In Miller, Harold L. (ed.). The Sage encyclopedia of theory in psychology. Thousand Oaks “Certains aspects de l'approche d'Ekman des émotions de base sont généralement mal compris. Trois erreurs d'interprétation sont particulièrement fréquentes. La première et la plus répandue est qu'Ekman pose exactement six émotions de base. Bien que sa recherche originale sur l'expression faciale ait examiné six émotions, Ekman a souvent écrit que des preuves pourraient éventuellement être trouvées pour plusieurs autres et a suggéré jusqu'à 15 candidats probables.”
- Ekman, Paul; Cordaro, Daniel (20 September 2011). "What is Meant by Calling Emotions Basic". Emotion Review.
- Cordaro, Daniel T.; Keltner, Dacher; Tshering, Sumjay; Wangchuk, Dorji; Flynn, Lisa M. (2016). "The voice conveys emotion in ten globalized cultures and one remote village in Bhutan".
- (en) Magda B. Arnold, Emotion and personality. Vol. I. Psychological aspects ; Vol.II. Neurological and physiological aspects, New York, Columbia University Press, 1960
- Cordaro, Daniel T.; Sun, Rui; Keltner, Dacher; Kamble, Shanmukh; Huddar, Niranjan; McNeil, Galen (February 2018). "Universals and cultural variations in 22 emotional expressions across five cultures"
- Plutchik R (2002). "Nature of emotions". American Scientist.
- Cowen AS, Keltner D (2017). "Self-report captures 27 distinct categories of emotion bridged by continuous gradients". Proceedings of the National Academy of Sciences. National Academy of Sciences

### Revues
- Sciences humaines (magazine) :
  - « Les émotions donnent-elles sens à la vie ? », no 171, 2006
  - « La force des passions », no 141, 2003

### Articles
- « Le syndrome narratif : théorie et terrain », Cahiers internationaux de sociologie, (Farrugia Francis), vol. CXXVII (269-289), PUF, 2009 (en ligne.
- « Socio-anthropologie de la connaissance », Sociologies, Dossiers, Émotions et sentiments, réalité et fiction, (Farrugia Francis), 2010 (en ligne).
- « Le syndrome narratif : une « inquiétante étrangeté » », Sociologies, Dossiers, Émotions et sentiments, réalité et fiction, (Farrugia Francis), 2010 (en ligne).